# New York Cosmos
New York Cosmos er en tidligere fodboldklub og en nuværende fodboldorganisation placeret i New York City, USA. Klubben blev stiftet tilbage i 1971, men blev opløst i 1985.
I 1975 lykkedes det for Cosmos at hente den brasilianske stjerne Pelé til klubben. Her spillede han i to år, hvor han spillede 64 kampe og scorede 37 mål.